# Călătoria lui Gruber (film)
Călătoria lui Gruber este un film coproducție româno - maghiară (2008) al regizorului Radu Gabrea, ieșit pe ecrane în anul 2009.

## Rezumatul filmului
Filmul este inspirat de relatările cuprinse în trei pagini ale romanului Kaputt al scriitorului italian Curzio Malaparte, în care acesta vorbește despre vizita sa la Iași, la o zi după pogromul suferit de populația evreiască din oraș.
Fără să fie vorba de o ecranizare a romanului Kaputt, acțiunea filmului ne transpune în vara anului 1941, la Iași, la câteva zile după trecerea Prutului de către Armata Română, la ordinul Conducătorului Statului, Ion Antonescu, alături de trupele Wehrmachtului. Scriitorul și ziaristul italian Curzio Malaparte (Florin Piersic Jr.), corespondent de război al ziarului Corriere della Sera, pe lângă trupele Wehrmachtului, (fost) prieten cu Mussolini, este în oraș, în căutarea doctorului evreu alergolog Gruber.

## Fișă tehnică
- Regia: Radu Gabrea
- Scenariul: Răzvan Rădulescu, Alexandru Baciu
- Producător: Radu Gabrea
- Coproducător: László Kántor
- Imaginea: Dinu Tănase
- Costume: Svetlana Mihăilescu
- Montajul: Melania Oproiu
- Coloana sonoră: Petru Mărgineanu
- Design de producție: Florin Gabrea

## Distribuția
- Florin Piersic Jr.: Curzio Malaparte
- Marcel Iureș: Dr. Gruber
- Claudiu Bleonț: Colonelul Niculescu-Coca
- Răzvan Vasilescu: Stăvărache
- Alexandru Bindea: Guido Sartori
- Andi Vasluianu: Mircea
- Udo Schenk: Colonelul Freitag
- Dumitru-Paul Fălticeanu: soldat
- Sandu Mihai Gruia: Dr. Anghel
- Cristina Bodnărescu: femeie
- Trefi Alexandru: Soldat

## Premiera
Filmul a rulat pe ecranele din România începând cu 5 septembrie 2009. Înainte de premiera din România, filmul a mai fost prezentat la European Union Film Festival din Chicago și Romanian Film Festival, la Tribeca Cinema din New York, în orașe precum Toronto, Atlanta, Ierusalim și Buenos Aires, iar la 16 august 2009, la Australian Centre for the Moving Image din Melbourne, în Australia.